# ماريا لورا روكا
ماريا لورا روكا (بالإيطالية: Maria Laura Rocca)‏ هي كاتِبة وكاتبة سيناريو وممثلة إيطالية (وحملت سابقاً جنسية مملكة إيطاليا)، ولدت في 5 أكتوبر 1917 في باسيان دي براتو في إيطاليا، وتوفيت في 6 مايو 1999 في روما في إيطاليا.

## وصلات خارجية
- ماريا لورا روكا على موقع IMDb (الإنجليزية)
- ماريا لورا روكا على موقع قاعدة بيانات الفيلم (الإنجليزية)
- ماريا لورا روكا على موقع كينوبويسك (الروسية)